# Bürger Bund Bonn
| Jahr | Stimmenanteil | Stimmenzahl | Sitze |
| ---- | ------------- | ----------- | ----- |
| 1994 | 2,5           |             |       |
| 1999 | 3,8           | 4588        | 2     |
| 2004 | 4,8           | 5815        | 3     |
| 2009 | 3,6           | 4672        | 3     |
| 2014 | 5,0           | 6938        | 4     |
| 2020 | 7,1           | 9948        | 5     |

Bürger Bund Bonn, freie Wählervereinigung, Freie Wähler NRW, kurz BBB, ist eine Wählergruppe in Bonn in der Rechtsform eines eingetragenen gemeinnützigen Vereins. Der Verein ist Mitglied im Landesverband Freie Wählergemeinschaften NRW.

## Geschichte
Entstanden ist der Bürger Bund Bonn 1991 als Bürgerinitiative im Zuge der Bonn/Berlin-Hauptstadtdiskussion. Der BBB war Veranstalter der sogenannten Donnerstagsdemonstrationen auf dem Bonner Marktplatz, mit denen die Wählergruppe gegen die aus ihrer Sicht unsinnige Verlegung von Parlament und Teilen der Regierung nach Berlin protestiert hat.

## Politisches Profil
Die Wählergruppe BBB ist für eine direkte Demokratie. Der Verein setzt sich für Bürgerinitiativen, Bürgerbegehren und Bürgerentscheide in der Kommunalpolitik ein. Weitere zentrale Themen des BBB sind ferner ein ausgeglichener öffentlicher Haushalt unter Beachtung des Wirtschaftlichkeitsprinzips sowie die Vermeidung von Verschwendung von Steuergeldern und der Kampf gegen Korruption. Der BBB setzt sich für eine dezentrale Politik und Verwaltung in Bonn ein, etwa durch Stärkung der Bezirksvertretungen. Wichtig ist der Wählergruppe die Stärkung des Standortes Bonn durch die strikte Einhaltung des Berlin/Bonn-Gesetzes. Der BBB setzt sich  ebenfalls für ein ökologisches und naturnahes Bonn ein und wendet sich gegen zu dichte Bebauung und übermäßige Betonierung der Bundesstadt. Dabei werden Vorstellungen der Grünen im Rat der Stadt Bonn gelegentlich als „ökosozialistisch“ apostrophiert, eigene dagegen als „ideologiefrei“.

## Freie Wählervereinigung
Der BBB nimmt seit 1994 an den Kommunalwahlen in Bonn teil. Als Wählergruppe agiert der BBB ausschließlich auf lokaler Ebene und ist an keine Weisungen eines Landes- oder Bundesverbands gebunden.
Neben der politischen Arbeit in den Gremien der Stadt Bonn veranstaltet der Verein BBB regelmäßig Bürgergespräche zu aktuellen politischen Themen. Der Bürgerbund Bonn setzt sich für mehr Demokratie auf kommunaler, aber auch auf Landes- und Bundesebene ein. Daher ist der BBB auch Mitglied beim Verein Mehr Demokratie e. V.
Bei den Kommunalwahlen in Nordrhein-Westfalen 2004 erhielt der BBB 4,8 % der Stimmen und zog erstmals in Fraktionsstärke in den Bonner Rat ein. Bei der Kommunalwahl in Nordrhein-Westfalen 2014 erreichte der BBB ein Ergebnis von 5,03 % der Stimmen und stellte eine Fraktion mit vier Sitzen im Stadtrat. Bei der Kommunalwahl 2020 erreichte der BBB ein Ergebnis von 7,1 % und war mit 5 Sitzen im Bonner Stadtrat vertreten. Der BBB ist aktuell (2022) mit 4 Mandatsträgern im Stadtrat, 3 Mandatsträgern in der Bezirksvertretung Bad Godesberg und je einem Mandatsträger in den Bezirksvertretungen Beuel und Hardtberg vertreten. Entsprechend ist der BBB mit Mandatsträgern sowie  stellvertretenden Mitgliedern des Vereins in den Ausschüssen und Beiräten vertreten.